# Didectoprocnemis
Didectoprocnemis cirtensis es una especie de araña araneomorfa de la familia Linyphiidae. Es el único miembro del género monotípico Didectoprocnemis.

## Distribución
Se encuentra en Francia, la península ibérica y el Magreb